# Ze'ev Schiff
Zeev Schiff (en hebreo: זאב שיף‎; Lille, Francia;1 de julio de 1932-Tel Aviv, Israel; 19 de junio de 2007) fue periodista israelí y corresponsal militar de Haaretz.
Schiff se mudó al Mandato británico de Palestina con su familia en 1935. Estudió asuntos de Oriente Medio e historia militar en la Universidad de Tel Aviv.
Schiff escribió numerosos libros, incluyendo La guerra del Líbano y la Intifada de Israel, ambos con Ehud Ya'ari, y Una historia del ejército israelí: 1874 hasta el presente. También se desempeñó como corresponsal militar en Vietnam, la Unión Soviética, Chipre y Etiopía. Schiff ganó varios premios, incluido el Premio de Periodismo Sokolov, el Premio Amos Lev y el Premio Sarah Reichenstein.
Se unió al personal de Haaretz en 1955 y se convirtió en asociado principal del Fondo Carnegie para la Paz Internacional en 1984. Fue presidente de la Asociación de Escritores Militares, miembro del Washington Institute for Near East Policy y becario Isaac y Mildred Brochstein en Paz y Seguridad en el Instituto James A. Baker III de Políticas Públicas de la Universidad Rice.
Schiff murió en 2007 en Tel Aviv.

## Obras publicadas
- Alas sobre Suez (la Fuerza Aérea de Israel durante la Guerra de Desgaste ), 1970.
- A History of the Israeli Army: 1870–1974. Simon and Schuster. 1974. ISBN 087932077X.
- Guerra del engaño (Guerra del Líbano de 1982), 1984.
- Intifada. Simon And Schuster. 1990. ISBN 978-0671710538. (Primera Intifada)
- October earthquake: Yom Kippur 1973. Transaction Publishers. 2013. ISBN 978-0878552443.